# كأس البرتغال 1945–46
كأس البرتغال 1945–46 هو الموسم 8 من كأس البرتغال. كان عدد الأندية المشاركة فيه 16، وفاز فيه سبورتينغ لشبونة.